# Виборча система США

США управляються федеральним урядом, з виборними представниками на федеральному (загальнонаціональному) рівні, рівні штатів і локальному рівні. Вибори і підготування до них — основна подія політичного життя американського суспільства. Виборними є понад 18 000 посад, починаючи з президента США і закінчуючи шерифом невеликої сільської громади. Вибори в федеративні органи влади здійснюються по всій країні одночасно в листопаді кожного парного року. Засади здійснення виборів визначаються Конституцією США та поправками до неї.

## Президентські вибори
Президента США не обирають безпосередньо американські громадяни, а так звана Колегія виборців, яка складається з 538 представників від 50 штатів і столиці Вашингтона. Результати їх підрахунку затверджуються на спільній сесії Конгресу. На випадок, якщо голоси Колегії виборців розділяться порівну між кандидатами у президенти, переможця визначатимуть законодавці Палати представників. Але якщо їм не вдасться погодити кандидатуру, то долю виборів вирішуватимуть у Сенаті. На перший погляд, ця система може здатися складною і заплутаною. Однак, на думку її розробників, суть системи у тому, щоби гарантувати усім штатам рівне представництво і запобігти приходу до влади диктатора. 
Переможцем виборів президента США не обов'язково стає кандидат, який набирає найбільшу кількість голосів загалом по країні. Американці не голосують за президента безпосередньо. Насправді вони голосують опосередковано, за членів Колегії виборців, які 15 грудня обиратимуть президента, виходячи з результатів виборів у тому чи іншому штаті. Загалом Колегія виборців нараховує 538 осіб і порядок її роботи чітко визначений Конституцією США. Кожен штат має різну кількість представників у Колегії виборців, яка є пропорційною до кількості населення цього штату. У разі перемоги кандидат забирає усі голоси цього штату. Лише два штати — Небраска і Мен є винятком із цього правила. Вони розподіляють голоси своїх членів Колегії відповідно до результатів всенародного голосування. Для того, щоб стати президентом, треба набрати 270 з 538 голосів.
Тепер розберемося, що ж означає правило «переможець отримує все». Візьмемо для прикладу штат Каліфорнія. Внаслідок голосування один із кандидатів набирає більше будь-якого іншого кандидата всередині штату. Так, у 2000 році за Альберта Гора в Каліфорнії проголосували 5,8 мільйона осіб або 53,45 %. За Буша — 4,5 мільйона або 41,65 %. Таким чином, Гор набрав більшість всередині штату Каліфорнія і він отримав всі 54 електоральних голоси Каліфорнії. У Флориді Гор набрав 2 912 253 голоси, а Буш — 2 912 790. Ця різниця в 500 голосів і принесла Бушу перемогу в штаті. Зрештою Джордж Буш отримав всі 25 електоральних голосів штату Флорида.
Така система виборів змушує кандидатів не просто агітувати все населення Америки, а аналізувати ситуацію по кожному штату, щоб визначити, чи можливо набрати більшість у цьому штаті і отримати всі електоральні голоси штату, або чи має сенс перерозподілення ресурсів на штати, де шанси набрати більшість істотно вище . Президентська кампанія цього року промовиста, насамперед, тим, що кандидати ведуть неабияку війну саме в тих штатах, де їх шанси майже рівні. І найчастіше це малонаселені штати, що дають лише 5-7 електоральних голосів.
Водночас, як показує досвід інших країн, подібна система виборів має істотний позитивний аспект, а саме стійкість до маніпуляцій і фальсифікацій, здійснених усередині одного штату. Наприклад, якщо раптом в якому-небудь штаті фальсифікують явку до 100 % і відсоток одного з кандидатів до 100, така подія нічого не змінить у підсумках виборів. Припустімо, що цей кандидат і так узяв би всі голоси штату і до фальсифікацій. Якщо підраховувати голоси стандартним способом, один такий штат нівелював би результати 20 інших із явкою в 50 і 45 відсотків, відданих за того ж кандидата. Можливо, саме особливість американської системи, що дозволяє делегувати виборні процедури штатам, зберегла її незмінність і функціональність протягом кількох століть.

### Критика
Американська система обрання президента викликає палкі дебати щодо її демократичності, однак професор Джонсон каже, що кожного разу розмови щодо її ліквідації і переходу до прямого голосування закінчуються безрезультатно, оскільки система влаштовує обидві партії: «Партії щоразу обмірковують стратегії, придивляються до карти, і відтак кажуть: „Знаєте що, ми залишаємо все по-старому — переможець забирає собі все“».

## Вибори в Конгрес США
Конгрес США складається з двох палат: Палати представників, що обирається на основі прямого голосування, і Сенату, до складу якого прямим голосуванням обирають по 2 представники від кожного штату. У Палаті представників 435 місць, які розподіляються по штатах в залежності від чисельності їх населення. Члени Палати представників обираються на два роки.
Сенат складається зі 100 членів, по два від кожного штату, яких обирають на термін в 6 років. Спочатку сенаторів обирали члени законодавчих зборів штатів, але з 1913 року, після набрання чинності 17-ї поправки до Конституції, вибори сенаторів стали прямими. Їх здійснюють одночасно з виборами в Палату представників, при цьому кожні два роки переобирають 1/3 складу Сенату. Виборчий округ по виборах до Сенату — весь штат.
Конституція (разом з поправками) гарантує виборчі права всім громадянам США, які досягли 18 років. Найбільший інтерес з боку виборців викликають президентські вибори. Якщо вибори в Конгрес чи вибори губернаторів штатів відбуваються не одночасно з президентськими, то інтерес до них і, відповідно, участь виборців падає в середньому на 14 відсотків.
У США діє мажоритарна система виборів, коли кандидат, що отримав в одномандатному окрузі відносну більшість голосів, вважається переможним. Це дає передумови для розвитку двопартійності.
Федеральне виборче законодавство США дозволяє громадськості брати участь у фінансуванні федеральних виборчих кампаній. Така участь має чітко регламентовані форми зі встановленням граничних розмірів внесків та витрат до виборчих фондів кандидатів на федеральні посади.

## Цікаві факти
- Загальні витрати Демократичної та Республіканської партій США на передвиборчі кампанії по проміжних виборах в Конгрес США 2006 року досягли 2,4 млрд дол. Зокрема, американські нафтогіганти і тютюнові підприємства пожертвували загалом 161 600 000$, що зробило їх найбільшими спонсорами і найбільшими переможцями.
- Цікавою особливістю американських виборів є те, що вони відбуваються у вівторок, робочий день. Ця традиція, як і система колегіальних голосів, має давнє історичне коріння. Якщо сьогодні прийти на виборчу дільницю для багатьох американців не становить проблем, то коли люди пересувалися кіньми, а виборчих дільниць була обмежена кількість, це було проблематично. Понад 150 років тому Конгрес обрав днем виборів перший вівторок листопада з двох причин. По-перше, США були країною фермерів, і на початку листопада врожай вже був зібраний. А вівторок обрали через те що у неділю відбуваються релігійні служби, а понеділок відвели на те, аби люди могли дістатися місця здійснення виборів. В Америці активізувався цілий рух, активісти якого називають голосування у вівторок застарілою традицією і лобіюють перенесення виборів на вихідні дні.[3]